# Joana Mallwitz
Joana Mallwitz (Hildesheim, 23 de septiembre de1986) es una directora de orquesta alemana. Desde 2023 ocupa el cargo de directora titular y artística de la Orquesta Sinfónica de Berlin. Anteriormente fue directora general de música del Teatro de Erfurt y del Teatro estatal de Núremberg. A la edad de 27 años se convirtió en la directora general de música más joven de Europa en ese momento. En 2023 fue reconocida con la Orden al Mérito de la República Federal de Alemania.  

## Biografía
Mallwitz recibió clases de violín y piano desde los cinco años. A los 14 años fue alumna de Christa-Maria Hartmann y Karl-Heinz Kämmerling. Continuó sus estudios musicales en el Instituto de  Música,Teatro y Medios de Hannover, donde estudió dirección de orquesta con Martin Brauss y Eiji Ōue y piano con Kämmerling y Bernd Goetzke. Se graduó en la escuela Andreanum de Hildesheim en 2004, y ese mismo año obtuvo una beca de la Studienstiftung.  

## Carrera musical
En 2006, Mallwitz se incorporó al equipo de dirección del Theatre und Orchestre de la ciudad de Heidelberg, como répétiteur (repetidora solista). Al cabo de tres meses de trabajo, debutó como directora de orquesta y asumió la dirección del estreno de la nueva producción de Madama Butterfly. 
De 2007 a 2011 trabajó en Heidelberg como Zweite Kapellmeisterin (segunda directora) y asistente del director Cornelius Meister. En 2009 recibió el Praetorius Musik-Förderpreisy en julio de 2013 fue nombrada Generalmusikdirektorin del Teatro Erfurt, convirtiéndose así en la primera mujer directora de orquesta en la historia de la institución y la persona más joven en desempeñar este cargo en un teatro de ópera alemán. Asumió formalmente el cargo durante las temporadas 2014-2018.
En octubre de 2017, el Staatstheater Nürnberg anunció el nombramiento de Mallwitz como su nueva directora, a partir de la temporada 2018-2019. Era la primera mujer en el cargo en la historia de la compañía y su trabajo incluía el establecimiento de una serie Expeditionskonzert  para presentar obras orquestales al público.En agosto de 2020, cien años después de la fundación del Festival de Salzburgo, Mallwitz se convierte en la primera mujer a la que se le confía la dirección musical de la ópera Così fan tutte.Mallwitz dimitió como directora general del Staatstheater Nürnberg al final de la temporada 2022-2023.En abril de 2024, la orquesta del Staatstheater de Nürnberg nombró a Mallwitz su Ehrendirigentin (director honorario). Nunca antes se había concedido  este título en la historia de la orquesta.
Mallwitz dirigió como invitada a la Konzerthausorchester Berlin durante la temporada 2020-2021, y desde 2023 es directora titular y artística de esta orquesta, con un contrato inicial de cinco temporadas. Es la primera mujer en ocupar este cargo, y la primera directora titular de cualquier orquesta berlinesa.
Mallwitz tiene firmado un contrato con Deutsche Grammophon en exclusiva y lanzará su primer disco The  Kurt Weill Album en agosto de 2024.  Anteriormente había grabado con esta misma compañía un DVD para  de la producción del Festival de Salzburgo 2020 de Così fan tutte.

## Cine
El documental Joanna Mallwitz – Momentum, dirigido por Günter Atteln narra los dos años anteriores a su llegada a Berlín, una fase decisiva de su carrera internacional, con debuts en Múnich, París, Salzburgo y Ámsterdam.Y una película muestra la trastienda de su trabajo y su vida personal junto a su marido, el tenor Simon Bode (miembro del conjunto de la Ópera de Frankfurt),y el hijo de ambos que nació en 2021.

## Premios y reconocimientos
- En 2019, la revista Opernwelt eligió a Mallwitz como Dirigentin des Jahres (Directora del año)[18]y en noviembre de 2020 recibió el Sonderpreis (Premio Especial) del Premio Bávaro de Cultura.[19]
- 2023 Orden al Mérito de la República Federal de Alemania. [20]